# Plouvara
Plouvara is een gemeente in het Franse departement Côtes-d'Armor, in de regio Bretagne. De plaats maakt deel uit van het arrondissement Saint-Brieuc. Plouvara telde op 1 januari 2022 1.149 inwoners.

## Geografie
De oppervlakte van Plouvara bedroeg op 1 januari 2022 22,19 vierkante kilometer; de bevolkingsdichtheid was toen 51,8 inwoners per km².
De onderstaande kaart toont de ligging van Plouvara met de belangrijkste infrastructuur en aangrenzende gemeenten.

## Verkeer en vervoer
In de gemeente ligt de spoorweghalte Plouvara - Plerneuf.

## Demografie
Onderstaande figuur toont het verloop van het inwonertal (bron: INSEE-tellingen). 